# Sęczkowo, Tỉnh West Pomeranian
Sęczkowo [sɛnt͡ʂˈkɔvɔ] là một khu định cư ở khu hành chính của Gmina Malechowo, thuộc hạt Sławno, West Pomeranian Voivodeship, ở phía tây bắc Ba Lan. Nó nằm khoảng 5 kilômét (3 mi) phía bắc Malechowo, 10 km (6 mi) phía tây Sławno và 165 km (103 mi)     về phía đông bắc của thủ đô khu vực Szczecin.
Trước năm 1945, khu vực này là một phần của Đức. Đối với lịch sử của khu vực, xem Lịch sử của Pomerania.